# Bad Buzz
Pour l’article ayant un titre homophone, voir Bad buzz.
Pour les articles homonymes, voir Bad et Buzz.
Pour plus de détails, voir Fiche technique et Distribution.
Bad Buzz est un film français réalisé par Stéphane Kazandjian, sorti en 2017.
L’œuvre met en scène le duo d'humoristes français Éric et Quentin, également auteurs du scénario du métrage. Le film est un échec public et critique.

## Synopsis
Éric et Quentin sont les deux animateurs stars d’une émission pour enfants, diffusée chaque matin à la télévision. Mais un soir, des photos compromettantes vont générer un immense buzz négatif sur les réseaux sociaux. Cela prend immédiatement des proportions gigantesques. Pour sauver leur carrière, ils vont devoir inverser la tendance et créer un buzz positif.

## Fiche technique
Sauf indication contraire, les informations mentionnées dans cette section peuvent être confirmées par la base de données cinématographiques IMDb,  présente dans la section « Liens externes ».
- Titre original : Bad Buzz
- Réalisation : Stéphane Kazandjian
- Scénario : Eric Metzger et Quentin Margot, avec la collaboration de Flora Desprats-Colonna
- Décors : Matthieu Beutter
- Costumes : Valérie Artiges-Corno
- Montage : Christine Lucas Navarro
- Production : Abel Nahmias
- Société de production : Echo Films, EuropaCorp, TF1 Films Production, Scope Pictures, OCS et TMC
- Société de distribution : EuropaCorp Distribution (France)
- Pays de production :  France
- Langue originale : français
- Format : couleur
- Genre : comédie
- Dates de sortie[2] : 
  - France : 21 juin 2017
- Classification : Avertissement : certaines scènes d’humour très appuyé sont susceptibles de heurter la sensibilité du public.

## Distribution
- Éric Metzger : Éric
- Quentin Margot : Quentin
- Bérengère Krief : Sophie
- Razane Jammal : Salayadinya
- Marie-Anne Chazel : la mère de Quentin, Chantal
- Olivier Broche : Philippe
- Caroline Anglade : la femme de Philippe
- Fabian Le Gouallec : Hugo
- Paco Falgas : Mathias
- Melha Bedia : la vendeuse migrante
- Matthieu Delormeau : lui-même

## Production

### Tournage
Le tournage a eu lieu notamment à Paris et au Havre. Le budget est de 4,3 millions d'euros pour le film.

### Promotion
En amont de la sortie au cinéma de Bad Buzz, le film fait l’objet d'une promotion, Éric et Quentin bénéficiant notamment d'une exposition dans l'émission Quotidien sur TMC, émission à laquelle ils participent eux-mêmes chaque jour. Ils sont à cette occasion interviewés pendant un quart d'heure par Yann Barthès, le présentateur de l'émission et leur patron, à la veille de la sortie en salles.
Par ailleurs, la veille de la sortie du film, le duo publie sur internet une vidéo parodiant de manière humoristique les critiques de cinéma spécialisés,, alors que le film est interdit de projection en avant-première à la presse par le producteur EuropaCorp Distribution.

## Accueil

### Critique
La presse n'est pas autorisée à voir le film avant sa sortie en salle, le distributeur Europacorp l'interdisant,,,.
La critique presse de Bad Buzz est dans l'ensemble négative. Télérama parle de « rude épreuve » : « entre spectacle de CM2 et "politiquement incorrect" pour les nuls, le buzz est indéniablement "bad" ». Le magazine GQ affirme que, à cause de la promotion faite sur internet par Éric et Quentin avant la sortie en salles, le film s'est « offert le pire buzz de sa carrière », réussissant « en quelques heures à peine à se mettre à dos les téléspectateurs, la critique et les twittos.... ». Un critique des Inrocks affirme que les deux auteurs proposent « un médiocre film à sketchs qui, au lieu d’être trash, inspire juste la gêne » et juge le film comme « ni feel good, ni buddy movie régressif à la Dumb and Dumber, ni satire corrosive, à défaut de ne pas choisir, Bad Buzz se plante au final royalement ». Un journaliste du site Slate.fr affirme sa « consternation » et avoir « perdu une heure et dix-sept minutes de [s]a vie ». Pour le site Ecran Large.com, le film est « candidat au titre d'étron de l'année », ajoutant « cette tentative de recycler deux des pires comiques actuels est un naveton métastasé ».
Le Parisien souligne que « l'autodérision du tandem fait souvent sourire », mais « les vannes trash, scato et très provoc tombent souvent à plat ». Pour Le Dauphiné libéré, au sujet des auteurs du film : « du Petit Journal au grand écran, Éric et Quentin, les rois du comique qui tombe à plat, s’autopropulsent dans leur propre rôle : ça ne suffit pas à les rendre drôles ». Le magazine Voici parle d'une « comédie-sketch politiquement incorrecte à base de chats psychopathes et de blagues sur les trisomiques et les migrants. Vous êtes prévenus ! ». Pour le site aVoir-aLire.com, le film est « plutôt mal joué et plombé par de nombreux gags tombant à plat », et juge que « le premier film d’Eric et Quentin est un nanar à l’humour régressif occasionnellement drôle. Du vrai cinéma Z ».
Sur le site Allociné, le film recueille de la part des internautes une note moyenne de 0,9 sur 5, basée sur 728 votes et 108 critiques. En juillet 2021, celui-ci occupe la première place des pires films de tous les temps.

### Box-office
Bad Buzz fait un flop : en cinq jours d'exploitation, le film, projeté dans 272 salles, ne recueille que 25 469 entrées,. Au total, le film cumule 49 323 entrées.
Le film est un tel échec commercial qu'il ne bénéficie d'aucune sortie en format physique, ni DVD, ni disque Blu-ray. Il n'est disponible qu'en streaming VOD sur la plateforme de TF1.